# Pinky Dinky Doo
Pinky Dinky Doo es una serie infantil estadounidense sobre una niña de 7 años de edad llamada Pinky, que cuenta historias según las circunstancias en una caja apodada "La caja de los cuentos". La serie fue producida por Cartoon Pizza Company, Sesame Workshop y Noggin. La serie se estrenó el 27 de marzo de 2006 a las 6:00 a. m., 3:00 p. m. y 10:30 p. m. ET/PT en Discovery Kids en Latinoamérica.

## Personajes

### Personajes principales
| Personaje        | Actor original ( Estados Unidos) y ( Canadá) | Actor de doblaje ( Latinoamérica) | Descripción |
| ---------------- | -------------------------------------------- | --------------------------------- | --- |
| Pinky Dinky Doo  | India Ennenga                                | Anabell Peña                      | Es la protagonista. Tiene 7 años de edad. Inventa cuentos según las cosas que pasan a su alrededor y sobre las cosas que le pasan a su hermanito Tyler. A pesar de su nombre y el color de su cabello, dice en repetidas ocasiones que no le gusta el color rosa. |
| Tyler Dinky Doo  | Felix Chrome Allison Wachtfogel              | Mercedes Prato                    | Es el hermano menor de Pinky, tiene 4 años de edad. Participa en la mayoría de los cuentos que están basados en situaciones que le comenta a Pinky. |
| Señor Cobaya     | Juan Van Michaelangelo John Rogers           | Rolman Bastidas                   | Es una cobaya de color azul y la mascota de Pinky y Tyler. Por lo mostrado al final del capítulo La Trompeta Perdida, posiblemente también puede hablar en la vida real como lo hace en los cuentos. Tanto en los cuentos como en la vida real, él toca la trompeta cuando alguien va a usar la palabra sofisticada del cuento.                                                                                  |
| Nicolás Bizcocho | Katherine Rose Riley                         | Ricardo Sorondo                   | Es un amigo de Pinky. Ha aparecido solo en los cuentos. Se desconoce si es real, ya que nunca apareció en ninguno de los episodios de la serie original. |
| Bobby Boom       | Ralph Peavy                                  | Rolman Bastidas                   | Es otro amigo de Pinky, es una persona discapacitada, ya que se desplaza en una silla de ruedas. Ha aparecido mayormente solo en los cuentos, pero se sabe que también es real porque en el episodio Boom Supersónico, Pinky lo invitó a ir a jugar a su casa. |
| Daphne Elegante  | Anabelle Berrido                             | Melanie Henríquez                 | Es una amiga de Pinky, es una niña algo arrogante y millonaria, pero muy buena amiga. Ha aparecido mayormente solo en los cuentos, pero se sabe que también es real ya que en el episodio A nadar en la pecera, Pinky menciona que ella y su hermano Tyler van a nadar en la piscina de Daphne, y durante el título del episodio Pinky y El Castillo de las Cartas, podemos ver a Daphne caminando por la calle. |

### Personajes secundarios
- Mamá Dinky Doo: Es la mamá de Pinky y Tyler. Ha aparecido tanto en los cuentos como en la realidad.
- Papá Dinky Doo: Es el papá de Pinky y Tyler. Ha aparecido más veces en los cuentos que en la realidad.
- La Señorita McGanza: Es la maestra de la escuela a la que va Pinky y sus amigos. Ha aparecido solo en los cuentos. Se desconoce si es real, ya que nunca ha aparecido en la realidad.
- La Señorita Cero: Es la maestra sustituta que reemplaza a la señorita McGanza en el episodio La Señorita Cero, pertenece al planeta Mayor de Escuiter y tiene canas y 4 brazos. También aparece en el capítulo Pruébalo... te gustará. En realidad, se llama La Señorita CeroGoblad (con el cabello recogido en un moño), pero la pueden llamar Señorita Cero (se le suelta el cabello). Ha aparecido solo en los cuentos. Se desconoce si es real, ya que nunca ha aparecido en la realidad.
- Jimkins, el Mayordomo: Es el mayordomo de Daphne. Ha aparecido solo en los cuentos. Se desconoce si es real, ya que nunca ha aparecido en la realidad.
- Los Perritos y Los Gatitos: Aparecen en el episodio Día de Lluvia, donde en el cuento, Pinky, Tyler y el Sr. Cobaya en un día lluvioso tratan de salvar La Gran Ciudad, cuando llueven perros y gatos de verdad. Se sabe con certeza que no son reales, ya que es imposible de que pueda llover perros y gatos en la vida real.

## Producción
Esta serie fue creada por Jim Jinkins, Michael Hirsh y Toper Taylor, que originalmente creó las aventuras de Pinky como historias para dormir, creadas especialmente para sus hijos.
Según Nick Jr. y Family Jr., Pinky Dinky Doo es la segunda serie de la red (primera serie original) dedicada a la mejora de la alfabetización temprana. Los productores ejecutivos son Jim Jinkins, David Campbell, Michael Hirsh y Toper Taylor.

### Productoras del mundo
- Disney Junior
- Discovery Kids Latinoamérica
- Cbeebies Latinoamérica
- Clan TV

## Estructura del programa
Comienzo: Los capítulos comienzan con la vida de Pinky y su familia en la Gran Ciudad.
Situación de hoy: Pinky y su hermano Tyler siempre encuentran problemas para solucionar en cada capítulo.
Nuevo cuento: Pinky adivina un cuento para contar, acorde a la situación, y ella y Tyler brincan dentro de la "Caja de los cuentos".
Pensar en grande: La cabeza de Pinky crece más grande cada vez que piensa en grande, y se encoge cuando adivina que hacer.
Fin del cuento: Después del fin del cuento, Pinky y Tyler deciden jugar un juego, acorde con lo que sucede en el cuento.
Juegos: Todos los cuentos terminan, duran alrededor de 10 minutos, Pinky hace un tipo de juego educativo. Algunos juegos contienen:
- ¿Qué pasó primero?: Pinky repasa ciertas partes del cuento y luego pregunta a los niños cual fue el orden de los eventos.
- Comerlo o usarlo: Pinky muestra ciertas cosas a los niños y les pregunta si quieren comerlo o ponérselo.
- Juego de Palabras Sofisticadas: Pinky tiene que ayudar a los niños a recordar el significado de la palabra que se ha repetido en el cierto cuento ayudados por las fotos. A Tyler le gusta mucho el juego. En la primera temporada, Tyler hace esto (se tapa la boca con las manos). En la segunda temporada, él exclama "No".
- ¿Quién es ese?: Un trozo de queso suizo aparece en la pantalla y los hoyos muestran parte de los ciertos personajes de la cierta historia. Los niños deben intentar adivinar cuál personaje está atrás del trozo.
- ¿Quién lo dijo?: Pinky da a 3 personajes diferentes de los cuentos como opciones para que los niños adivinen quién dijo una cierta frase en el cuento.
- ¿Dónde está Pinky?: Un trozo de queso suizo aparece en la pantalla y los hoyos muestran una cierta escena en la que Pinky apareció.
- ¿Qué sonido es ese?: Pinky le pregunta a los niños que identifiquen un cierto sonido que fue usado durante la historia.
- ¿Cuál es el nombre de mi cuento?: Pinky da varias opciones de tarjetas de títulos de la historia para que los niños escojan cuál va más acorde al cuento que contó.
- ¿Cuál es la/el Pinky/Tyler/monstruo correcta/o?: La actividad aparece 4 Pinkies, Tylers o monstruos con diferentes caracterizaciones, y los niños deben elegir que caracterización fue la que apareció en el cierto cuento.
- ¿Cuál fue la gran idea? (En la temporada 2): Pinky muestra las fotos para saber cual fue su gran idea correcta.
- ¿Cuál fue el escenario? (En la temporada 2): Pinky muestra diferentes ubicaciones y los niños tienen que adivinar cuales fueron.
- ¿Quiénes fueron los principales? (En la temporada 2): Pinky muestra ambos personajes y los niños tienen que decir cuál fue parte del cuento.

## Episodios

### Temporada 1
| #  | N.º | Título original                                 | Título en Latinoamérica                         | Título en España                  |
| -- | --- | ----------------------------------------------- | ----------------------------------------------- | --------------------------------- |
| 1  | 1a  | Where Are My Shoes?                             | ¿Dónde están mis zapatos?                       | ¿Dónde están mis zapatos?         |
| 2  | 1b  | Pinky Dinky Doo and the Outer Space Fluffy Buns | Pinky Dinky Doo y los panecillos de la abuela   |                                   |
| 3  | 2a  | Tyler's Great Big Solo                          | El solo de Tyler                                | El gran solo de Tyler             |
| 4  | 2b  | Polka Dot Pox                                   | Llena de pintitas                               |                                   |
| 5  | 3a  | Pinky and the Grumpy Alligator                  | Pinky y el caimán gruñón                        | Pinky y el cocodrilo cascarrabias |
| 6  | 3b  | The Horn and Antler Club                        | El club de cuernos y astas                      |                                   |
| 7  | 4a  | Tyler Dinky Doo and the Pirate Crew             | Tyler Dinky Doo y la tripulación pirata         |                                   |
| 8  | 4b  | Pinky Dinky Doo and the Missing Dinosaurs       | Pinky Dinky Doo y los dinosaurios desaparecidos |                                   |
| 9  | 5a  | Pinky Dinky Doo and the Pizza Artist            | Arte con pizza                                  |                                   |
| 10 | 5b  | Pinky Dinky Doo and the Party Animals           | Pinky Dinky Doo y la fiesta de peluches         |                                   |
| 11 | 6a  | Tyler's Tall O'Meter                            | Quiero crecer                                   |                                   |
| 12 | 6b  | Pinky Dinky Doo and the Cloud People            | Pinky y las gentes de la nubes                  |                                   |
| 13 | 7a  | Tyler Dinky Doo's Big Boo!                      | El disfraz de Tyler                             |                                   |
| 14 | 7b  | Pinky and the New Teacher                       | La señorita cero                                |                                   |
| 15 | 8a  | Tyler to the Rescue!                            | ¡Súper Tyler, al rescate!                       |                                   |
| 16 | 8b  | Shrinky Pinky                                   | Mini Pinky                                      |                                   |
| 17 | 9a  | Tyler's Too Cool Game                           | El videojuego de Tyler                          |                                   |
| 18 | 9b  | Come Home, Little Guinea Pig                    | Regresa a casa señor cobaya                     |                                   |
| 19 | 10a | Pinky and the Super Spaghetti Knot              | El nudo de espagueti                            |                                   |
| 20 | 10b | Back to School is Cool                          | De regreso a clases                             |                                   |
| 21 | 11a | Tyler Dinky Doo's Sporting News                 | El juego de futbol                              |                                   |
| 22 | 11b | Dragon Needs a Sippy Cup                        | El vasito del dragón                            |                                   |
| 23 | 12a | Tyler Dinky Doo and the Legend of Twigfoot      | Tyler no quiere bañarse                         |                                   |
| 24 | 12b | Pinky and the Big Rainy Day                     | Día de lluvia                                   |                                   |
| 25 | 13a | Pinky's Awful Good Day                          | Un día complicado                               |                                   |
| 26 | 13b | Tyler's Neat-O Tuxedo                           | Traje de fiesta                                 |                                   |
| 27 | 14a | Pinky's Wintery Dintery Doo                     | Nieve en verano                                 |                                   |
| 28 | 14b | Pinky's Great Big Concert                       | El concierto de Pinky                           |                                   |
| 29 | 15a | The Great Big Cheese Chase                      | ¿Dónde está el queso?                           | ¿Dónde está el queso?             |
| 30 | 15b | Try It, You'll Like It... Pretty Much           | Pruébalo... te gustara                          |                                   |
| 31 | 16a | Pinky Dinky Duplicate                           | Las copias de Pinky                             |                                   |
| 32 | 16b | I Want That                                     | Demasiados juguetes                             |                                   |
| 33 | 17a | Boom! Sonic Boom!                               | ¡Boom súpersónico!                              |                                   |
| 34 | 17b | Pinky the Pet                                   | Pinky, la mascota                               |                                   |
| 35 | 18a | Guppy Training Day                              | A nadar en la pecera                            |                                   |
| 36 | 18b | Pinky and the Babysitter                        | La niñera de pinky                              |                                   |
| 37 | 19a | Tyler's Lucky Sock                              | El calcetín de la suerte                        |                                   |
| 38 | 19b | Tyler's Best Sleepover Ever                     | La mejor fiesta de pijamas de Tyler             |                                   |
| 39 | 20a | Pinky's Big Talent                              | El talento de Pinky                             |                                   |
| 40 | 20b | Pinky Dinky Re-Doo                              | La trompeta perdida                             |                                   |
| 41 | 21a | Tyler's Super Family                            | La súper familia de Tyler                       |                                   |
| 42 | 21b | Pinky and the Ice Cream Babies                  | Pinky y los bebes helados                       |                                   |
| 43 | 22a | Mr. Guinea Pig and the Bone                     | Señor cobaya y el hueso grande                  |                                   |
| 44 | 22b | Mr. Guinea Pig, Superstar                       | Súper estrella                                  |                                   |
| 45 | 23a | Pinky and the Pink Phenomenon                   | Un día color de rosa                            |                                   |
| 46 | 23b | Two Wheel Dreams                                | Sueños sobre dos ruedas                         |                                   |
| 47 | 24a | Go to Bed, Tyler!                               | Hora de dormir                                  |                                   |
| 48 | 24b | Mr. Guinea Pig's Loose Tooth                    | El diente flojo                                 |                                   |
| 49 | 25a | Think Pink                                      | Una idea rosa                                   |                                   |
| 50 | 25b | Tyler's First Flight                            | El primer vuelo de Tyler                        |                                   |
| 51 | 26a | Pinky and the Castle of Cards                   | Pinky y el castillo de cartas                   |                                   |
| 52 | 26b | Daddy's Special Shirt                           | La camisa de papa                               |                                   |

### Temporada 2
| #   | N.º | Título original            | Título en Latinoamérica                   | Título en España |
| --- | --- | -------------------------- | ----------------------------------------- | ---------------- |
| 53  | 1a  | Pinky Thinky Doo!          | ¡Pinky Thinky Doo!                        |                  |
| 54  | 1b  | Big Brain Block!           | Gran bloqueo cerebral                     |                  |
| 55  | 2a  | Tooting Trunk!             | Tronco tocando                            |                  |
| 56  | 2b  | In The Dark!               | En la oscuridad                           |                  |
| 57  | 3a  | Stinky Pinky Doo!          | Pinky apestosa                            |                  |
| 58  | 3b  | Kooky Cookoff!             | Cocina excéntrica                         |                  |
| 59  | 4a  | Speed Rocket!              | Cohete de velocidad                       |                  |
| 60  | 4b  | The Great Biscotti!        | Los grandes bizcochos                     |                  |
| 61  | 5a  | The Trip Not Taken!        | El viaje no realizado                     |                  |
| 62  | 5b  | Always Ask First!          | Pregunta siempre primero                  |                  |
| 63  | 6a  | Burpzilla!                 | ¡Burpzilla!                               | ¡Burpzilla!      |
| 64  | 6b  | Happy Burp-Day!            | ¡Feliz día del eructo!                    |                  |
| 65  | 7a  | Tyler's Story Box Disaster | Desastre de la caja de historias de Tyler |                  |
| 66  | 7b  | Balloony Feet              | Pies globosos                             |                  |
| 67  | 8a  | Big Blob of Talk           | Gran cúmulo de conversaciones             |                  |
| 68  | 8b  | Vicki Chicken              | Vicki Chicken                             | Vicki Chicken    |
| 69  | 9a  | The Thundering Thesaurus   | El tesauro del trueno                     |                  |
| 70  | 9b  | The Pinkys Rock!           | ¡La roca de Pinkys!                       |                  |
| 71  | 10a | The Mystery Planet         | El planeta misterioso                     |                  |
| 72  | 10b | Octopus in Tap Shoes       | Pulpo con zapatos de claqué               |                  |
| 73  | 11a | Pinky Dinky Rex            | Pinky Dinky Rex                           |                  |
| 74  | 11b | Puppy-Go-Seek              | Cachorro-ir-buscar                        |                  |
| 75  | 12a | Pop the Corn               | Las palomitas de maíz                     |                  |
| 76  | 12b | Lord of the Pies           | Señor de los pasteles                     |                  |
| 77  | 13a | Great Big Nature           | Gran gran naturaleza                      |                  |
| 78  | 13b | Monkey Town                | Ciudad de los monos                       |                  |
| 79  | 14a | Loch Mess Lobster          | Langosta del lago                         |                  |
| 80  | 14b | Super Doo and Traffic Too  | Súper Doo y el tráfico también            |                  |
| 81  | 15a | The Two Daffinees          | Las dos Daffinees                         |                  |
| 82  | 15b | Hot Hot Hot                | Caliente caliente caliente                |                  |
| 83  | 16a | The Legend of Big Blue     | La leyenda del gran azul                  |                  |
| 84  | 16b | Ponytail Power!            | Poder de cola de caballo                  |                  |
| 85  | 17a | Pinky's Perfect Present    | El regalo perfecto de Pinky               |                  |
| 86  | 17b | Pinky Squeaks              | Pinky chirridos                           |                  |
| 87  | 18a | Great Big Bean Festival    | Gran festival del gran frijol             |                  |
| 88  | 18b | Are You My Mummy?          | ¿Eres mi mami?                            |                  |
| 89  | 19a | Tyler's Silly Shirt        | La camisa tonta de Tyler                  |                  |
| 90  | 19b | Pinky's Missing Page       | La página perdida de Pinky                |                  |
| 91  | 20a | Tipsy Topsy                | Borracho revuelto                         |                  |
| 92  | 20b | Growing Up Stretchy        | Creciendo elástico                        |                  |
| 93  | 21a | Squeedorp Grand            | Grand Squeedorp                           |                  |
| 94  | 21b | The Pinky-Riffic Hat       | El sombrero Pinky-Riffic                  |                  |
| 95  | 22a | Tyler and the 4 M's        | Tyler y las 4 M's                         |                  |
| 96  | 22b | A Promise is a Promise     | Una promesa es una promesa                |                  |
| 97  | 23a | What's Bugging Tyler?      | ¿Qué le molesta a Tyler?                  |                  |
| 98  | 23b | Mr. Guinea Pig's Museum    | Señor cobaya's museo                      |                  |
| 99  | 24a | Teeny Weeny Waste          | Residuos pequeñitos                       |                  |
| 100 | 24b | Pinky and the Duck         | Pinky y el pato                           |                  |
| 101 | 25a | Great Big New Year         | Gran gran año nuevo                       |                  |
| 102 | 25b | Pinky's Happy Doo Year     | El feliz año doo de Pinky                 |                  |
| 103 | 26a | Pinky's Silliest Story     | La historia más tonta de Pinky            |                  |
| 104 | 26b | Tyler's Big Idea           | La gran idea de Tyler                     |                  |